# Arriance
Arriance je francouzská obec v departementu Moselle v regionu Grand Est. V roce 2013 zde žilo 217 obyvatel.

## Poloha
Sousední obce jsou: Hémilly, Herny, Mainvillers a Many.

## Vývoj počtu obyvatel
Počet obyvatel